# 梅赫伦站
梅赫伦站（荷蘭語：Station Mechelen）是比利时安特衛普省城市梅赫伦的主要鐵路車站，位于比利时25、27、25N、53、54铁路线上。该站工作日日均客流量超过20,000人次，是2019年比利时最繁忙的铁路车站之一。

## 列车服务
该站目前提供以下列车服务：
- 城际列车 (IC-05) 安特卫普 - 梅赫伦 - 布鲁塞尔 - 尼韦勒 - 沙勒罗瓦
- 城际列车 (IC-08) 安特卫普 - 梅赫伦 - 布鲁塞尔机场 - 鲁汶 - 哈瑟尔特
- 城际列车 (IC-11) 班什 - 布赖讷勒孔特 - 哈勒 - 布鲁塞尔 - 梅赫伦 - 蒂伦豪特（周一至周五）
- 城际列车 (IC-21) 根特 - 登德尔蒙德 - 梅赫伦 - 鲁汶
- 城际列车 (IC-22) 埃森 - 安特卫普 - 梅赫伦 - 布鲁塞尔（周一至周五）
- 城际列车 (IC-22) 安特卫普 - 梅赫伦 - 布鲁塞尔 - 哈勒 - 布赖讷勒孔特 - 班什（周末）
- 城际列车 (IC-31) 安特卫普 - 梅赫伦 - 布鲁塞尔（周一至周五）
- 城际列车 (IC-31) 安特卫普 - 梅赫伦 - 布鲁塞尔 - 尼韦勒 - 沙勒罗瓦（周末）
- 城际列车 (IC-35) 阿姆斯特丹 - 海牙 - 鹿特丹 - 罗森达尔 - 安特卫普 - 布鲁塞尔机场 - 布鲁塞尔
- 地方列车 (L-02) 泽布吕赫 - 布鲁日 – 根特 – 登德尔蒙德 – 梅赫伦（周一至周五）
- 地方列车 (L-20) 圣尼克拉斯 – 梅赫伦 – 鲁汶（周一至周五）
- 地方列车 (L-20) 梅赫伦 - 鲁汶（周末）
- 地方列车 (L-27) 圣尼克拉斯 - 梅赫伦（周末）
- 地方列车 (L-28) 根特 - 登德尔蒙德 - 梅赫伦（周末）
- 布鲁塞尔城市快铁（法语：Réseau express régional bruxellois） (S1) 安特卫普 - 梅赫伦 - 布鲁塞尔 - 滑铁卢 - 尼韦勒（周一至周五）
- 布鲁塞尔城市快铁 (S1) 安特卫普 - 梅赫伦 - 布鲁塞尔（周末）
- 布鲁塞尔城市快铁 (S5) 梅赫伦 - 布鲁塞尔卢森堡 - 埃特贝克 - 哈勒 - 昂吉安 (- 赫拉尔兹贝亨)
- 布鲁塞尔城市快铁 (S7) 梅赫伦 - 梅罗德 - 哈勒

### 书目
- Wolmar, Christian. . London: Grove Atlantic. 2010. ISBN 978-1-84887-171-7.